# 沙潭江街道
沙潭江街道是中华人民共和国广西壮族自治区防城港市港口区下辖的一个街道办事处。

## 行政区划
沙潭江街道下辖以下村级行政区划单位：
垭港村和冲孔村。